# Andrew Lesnie
Andrew Lesnie (Sydney Australië, 1 januari 1956 – Sydney, 27 april 2015) was een Australische cameraman. Hij werkte aan onder meer de Lord of the Rings-films, waarvoor hij in 2002 een Academy Award won.

## Biografie
Lesnie studeerde aan de Australian Film, Television and Radio School waar hij in 1979 afstudeerde. In zijn beginjaren was hij cameraman voor verschillende Australische films. Zijn eerste grote film was de Amerikaans-Australische film Babe uit 1995 en diens vervolg uit 1998. 
Lesnie werd bekend als de Director of photography voor de Lord of the Rings films van Peter Jackson. In 2002 ontving hij de Oscar voor beste camerawerk voor The Lord of the Rings: The Fellowship of the Ring. Na het succes van The Lord of the Rings werkte Lesnie en Jackson nog verschillende malen samen, waaronder de King Kong film uit 2005 en de Hobbit trilogy.
Lesnie stierf in zijn geboortestad Sydney op de leeftijd van 59 aan een hartinfarct.

## Filmografie (selectie)
| Jaar | Film                                              | Functie                                    | Opmerking                                   |
| ---- | ------------------------------------------------- | ------------------------------------------ | ------------------------------------------- |
| 1978 | Patrick                                           | Assistentie camera-operator                |                                             |
| 1986 | Fair Game                                         | Director of photography                    |                                             |
| 1991 | The Girl Who Came Late                            | Director of photography                    |                                             |
| 1995 | Babe                                              | Director of photography                    |                                             |
| 1996 | Two If by Sea                                     | Director of photography                    |                                             |
| 1997 | Doing Time for Patsy Cline                        | Director of photography                    | Winnaar AACTA Award for Best Cinematography |
| 1998 | Babe: Pig in the City                             | Director of photography                    |                                             |
| 2001 | The Lord of the Rings: The Fellowship of the Ring | Director of photography                    | Winnaar Oscar voor beste camerawerk         |
| 2002 | The Lord of the Rings: The Two Towers             | Director of photography                    |                                             |
| 2003 | The Lord of the Rings: The Return of the King     | Director of photography                    | Winnaar BAFTA Awards voor beste camerawerk  |
| 2005 | King Kong                                         | Director of photography                    |                                             |
| 2006 | Happy Feet                                        | Director of photography (Live-action unit) |                                             |
| 2007 | I Am Legend                                       | Director of photography                    |                                             |
| 2009 | The Lovely Bones                                  | Director of photography                    |                                             |
| 2010 | The Last Airbender                                | Director of photography                    |                                             |
| 2011 | Rise of the Planet of the Apes                    | Director of photography                    |                                             |
| 2012 | The Hobbit: An Unexpected Journey                 | Director of photography                    |                                             |
| 2013 | The Hobbit: The Desolation of Smaug               | Director of photography                    |                                             |
| 2014 | The Hobbit: The Battle of the Five Armies         | Director of photography                    |                                             |
| 2014 | The Water Diviner                                 | Director of photography                    |                                             |